# Schloss Vahnerow
Schloss Vahnerow ist ein Schloss in dem Dorf Waniorowo (Vahnerow) in der Gmina Gryfice (Greifenberg) in der polnischen Woiwodschaft Westpommern. Der Ort gehörte historisch zum Kreis Greifenberg in Hinterpommern.

## Geschichte
Vahnerow gehörte seit dem 13. oder 14. Jahrhundert zum Güterverband der von Lode, Lehensnehmer des Bistums Cammin. Ab 1370 waren die von Mellin Afterlehensleute der Grafen von Eberstein-Naugard. Hauptort des Besitzes war Schloss Trieglaff, Verteidigungszentrum war ein Burgwall in den Niederungen des Batzbachs zwischen Vahnerow und Batzwitz. Bei Erbteilung gelangte Vahnerow an Henriette, verheiratet mit Heinrich von Oertzen von Kotelow, der 1813 in der Völkerschlacht bei Leipzig fiel. Ab 1819 wurde auch Vahnerow durch Adolph Ferdinand von Thadden-Trieglaff bewirtschaftet. Ab 1854 ging Vahnerow als Teilbesitz an Gerhard von Thadden. Nach 1910 war der Besitz Vahnerow wieder mit Trieglaff vereint.

## Bauwerk
Das heutige Schloss wurde 1858 unter Gerhard von Thadden nach Plänen des Architekten Eduard Knoblauch im italienischen Villenstil erbaut.